# Román lej
A román lej (románul: leu românesc; többes száma románul: lei) Románia 1867. április 22. óta – megszakításokkal – hivatalos pénzneme, váltópénze a bani (románul: ban, régebben banu, többes száma bani). A leu szó románul oroszlánt jelent (hasonlóan a bolgár lev pénznévhez), míg a ban szó románul pénzt jelent.
A magyarban használt lej és bani szavak a román többes szám (helytelen) átvételéből erednek, de mára teljesen szokásossá váltak. A lej forma honosodott meg a lengyel és az orosz nyelvben is. A 2005-ös pénzreform utáni lejt szokásos erős lejnek vagy kemény lejnek is nevezni.
Románia Európában elsőként tért át a polimer alapanyagú bankjegyek használatára.

## Története

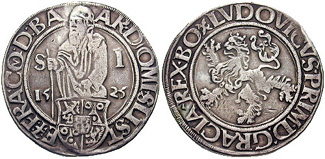
Tallér

A név a 17. századra vezethető vissza, ekkor a román fejedelemségekben főként oroszlános mintájú holland tallérok (leeuwendaalder) forogtak, melyeket leinek, azaz oroszlánoknak neveztek. A név lassan a pénz általános megnevezésévé vált, majd 1880-ban hivatalosan is a nemzeti valuta nevévé tették, bár voltak kísérletek arra, hogy románosabb nevet válasszanak a pénznek, például Român a frank mintájára.
A lej elértéktelenedése az 1989-es rendszerváltás után öltött rohamos mértéket, azelőtt a román kommunista gazdaságpolitika nem volt hajlandó a (normális mértékű) inflációt mint a gazdaság működésének velejáróját tudomásul venni. A román lej más valutákkal szemben túlértékelt volt, átváltani amúgy sem lehetett, belföldön pedig a mesterségesen alacsonyan tartott árakhoz siralmas árukínálat párosult. Így – bár Romániát sok rendszerváltó állam irigyelte például a gyakorlatilag nulla külső adóssága miatt – a tartós hiánygazdaság és a magas infláció végigkísérte a rendszerváltást követő évtizedet.
A jegybank papírpénz-forgalombahozatali politikáján olykor a meggondolatlanság tükröződött. Az 1996-tól kezdődően kibocsátott új bankjegysor tagjai alig egy-két évig voltak forgalomban, amikor elhatározták, hogy a későbbiekben műanyagból gyártják a bankjegyeket. Sok vita övezte a jelenlegi pénzreformot is, a fő kérdés az volt, hogy érdemes-e bevezetni új lejt, ha a végső cél az euró. Az is máig vitatott, hogy helyes-e olyan nagy értékű bankjegyet forgalomba hozni, mint az 500 lejes (értéke majdnem 38 000 forint, ma 100 euró), holott a régi egymilliós (= 100 új lej) bankjegyek is alig forogtak, és jó részük első útja a banki trezorból a megsemmisítőbe vezetett a pénzreform után.
Románia Európában elsőként tért át a polimer alapanyagú bankjegyek használatára, 1999-ben hozták forgalomba az elsőt, 2000 ROL címletűt, és 2001-re már az összes címletet polimer alapanyagúra cserélték. Ezt a gyakorlatot azóta is csak az Egyesült Királyság követte Európában 2016-ban. (Ausztráliában 1992 óta.)
A jelenlegi lejt a 2005. július 1-jei pénzreform eredményeként vezették be: 1 új lej = 10 000 régi lej. A régi valuta ISO 4217-kódja ROL volt, az új valuta kódja pedig RON. A régi bankjegyek 2007. január 1-jétől már csak a Román Nemzeti Bank fiókjaiban válthatók át újra.
Románia 2015-ben tervezte bevezetni az eurót, de 2012 novemberében a jegybankelnök megváltoztatta korábbi nyilatkozatát, mert az euró helyzete válságos volt. 2014-ben bejelentették, hogy 2019. január 1-jével tervezi az ország bevezetni az európai valutát. 2016 tavaszán a Román Nemzeti Bank alelnöke, Bogdan Olteanu úgy vélte, leghamarabb a 2020-as évek közepén tudnák bevezetni az eurót, feltéve, ha megkezdik rá a felkészülést. 2024-ben már úgy vélték, reálisabb a 2030-as évek eleje az euró bevezetésére.
2018 óta a bankjegyeket és az érméket a módosított román címerrel bocsátják ki.

## Érmék
A román lej pénzérméi a 2005-ben bevezetett román valuta készpénzállományának részét képezik. Egy, öt, tíz és ötven bani névértékű érméket hoztak forgalomba. Az érméket nem kevés kritika érte silány anyaguk és jellegtelen küllemük miatt: felületük gyorsan oxidálódik, hasonlóságuk pedig megnehezíti a gyengén látók számára a címletek megkülönböztetését. A tíz lejes bankjegy forog a legjobban és az is a leggyakoribb. Az egybanis érme alig forog, sem a bankszektor, sem a közforgalom nem tart rá igényt, az árakat szinte mindig 5 banira kerekítik.
| Kép | Névérték | Műszaki paraméterek | Műszaki paraméterek | Műszaki paraméterek | Műszaki paraméterek       | Leírás                  | Leírás                         | Leírás      | Dátumok    | Dátumok         |
| Kép | Névérték | Átmérő              | Vastagság           | Tömeg               | Összetétel                | Perem                   | Előlap                         | Hátlap      | Első veret | Kibocsátás      |
| --- | -------- | ------------------- | ------------------- | ------------------- | ------------------------- | ----------------------- | ------------------------------ | ----------- | ---------- | --------------- |
|     | 1 bani   | 16,75 mm            | 1,6 mm              | 2,4 g               | 100% Fe Bevonat: sárgaréz | Sima                    | ROMANIA1, címer, verési évszám | Értékjelzés | 2005.      | 2005. július 1. |
|     | 5 bani   | 18,25 mm            | 1,6 mm              | 2,78 g              | 100% Fe Bevonat: Cu       | Recés                   | ROMANIA1, címer, verési évszám | Értékjelzés | 2005.      | 2005. július 1. |
|     | 10 bani  | 20,50 mm            | 1,8 mm              | 4,0 g               | 100% Fe Bevonat: Ni       | Felváltva sima és recés | ROMANIA1, címer, verési évszám | Értékjelzés | 2005.      | 2005. július 1. |
|     | 50 bani  | 23,75 mm            | 1,9 mm              | 6,1 g               | 80% Cu 15% Zn 5% Ni       | ROMANIA * ROMANIA *     | ROMANIA1, címer, verési évszám | Értékjelzés | 2005.      | 2005. július 1. |

## Megjegyzés
1. ROMANIA (angolul) = Románia

## Bankjegyek

### 2005-ös sorozat
Érdekesség, hogy az euróbankjegyek és a román lej bankjegyek némely címleteinek méretei megegyeznek. Pl. az 1 lejes ugyanakkora, mint az 5 eurós.
2021-ben új, 20 lejes bankjegyet bocsátottak ki, amelyen Ecaterina Teodoroiu arcképe látható.

| Kép    | Kép    | Névérték | Méret       | Szín         | Leírás              | Leírás                       | Dátumok            | Dátumok     |
| Előlap | Hátlap | Névérték | Méret       | Szín         | Előlap              | Hátlap                       | Kibocsátás         | Visszavonás |
| ------ | ------ | -------- | ----------- | ------------ | ------------------- | ---------------------------- | ------------------ | ----------- |
|        |        | 1 lej    | 120 × 62 mm | zöld         | Nicolae Iorga       | Curtea de Argeș-i kolostor   | 2005. július 1.    | forgalomban |
|        |        | 5 lej    | 127 × 67 mm | ibolya       | George Enescu       | Román Athenaeum              | 2005. július 1.    | forgalomban |
|        |        | 10 lej   | 133 × 72 mm | narancssárga | Nicolae Grigorescu  | Olténiai ház                 | 2005. július 1.    | forgalomban |
|        |        | 20 lej   | 136 x 77 mm | olivazöld    | Ecaterina Teodoroiu | Mărășești-i mauzóleum        | 2021. december. 1. | forgalomban |
|        |        | 50 lej   | 140 × 77 mm | sárga        | Aurel Vlaicu        | Vlaicu II repülőgépterv      | 2005. július 1.    | forgalomban |
|        |        | 100 lej  | 147 × 82 mm | kék          | Ion Luca Caragiale  | A régi román nemzeti színház | 2005. július 1.    | forgalomban |
|        |        | 200 lej  | 150 × 82 mm | barna        | Lucian Blaga        | Hamangia kultúra             | 2006. december 1.  | forgalomban |
|        |        | 500 lej  | 153 × 82 mm | világoskék   | Mihai Eminescu      | A iași-i egyetem könyvtára   | 2005. július 1.    | forgalomban |

### Emlékbankjegyek
| Kép      | Kép      | Névérték | Méret | Szín      | Leírás                                                          | Leírás                                         | Dátumok   | Dátumok            | Megjegyzések                                                   |
| Előoldal | Hátoldal | Névérték | Méret | Szín      | Előoldal                                                        | Hátoldal                                       | nyomtatás | kibocsátás         | Megjegyzések                                                   |
| -------- | -------- | -------- | ----- | --------- | --------------------------------------------------------------- | ---------------------------------------------- | --------- | ------------------ | -------------------------------------------------------------- |
|          |          | 130 lej  |       | rózsaszín |                                                                 |                                                | 2011      | 2011               | A Román Nemzeti Bank 130 éves fennállása alkalmából.           |
|          |          | 100 lej  |       | rózsaszín | I. Ferdinánd és Mária királyné, gyulafehérvári román nagygyűlés | Királyi menet Bukarestben 1918. december 1-jén | 2018      | 2018. december 12. | A gyulafehérvári román nagygyűlés 100. évfordulója alkalmából. |